# Gemeentelijke herindelingsverkiezingen in Nederland 2006
De gemeentelijke herindelingsverkiezingen in Nederland 2006 waren tussentijdse verkiezingen voor een Nederlandse gemeenteraad die gehouden werden op 22 november 2006.
Deze verkiezingen werden gehouden in 24 gemeenten die betrokken waren bij een herindelingsoperatie die op 1 januari 2007 werd doorgevoerd.
De volgende gemeenten waren bij deze verkiezingen betrokken:
- de gemeenten Binnenmaas en 's-Gravendeel: samenvoeging tot een nieuwe gemeente Binnenmaas[1];
- de gemeenten Obdam en Wester-Koggenland: samenvoeging tot een nieuwe gemeente Koggenland[2];
- de gemeenten Bergschenhoek, Berkel en Rodenrijs en Bleiswijk: samenvoeging tot een nieuwe gemeente Lansingerland[3];
- de gemeenten Haelen, Heythuysen, Hunsel en Roggel en Neer: samenvoeging tot een nieuwe gemeente Leudal[4];
- de gemeenten Heel, Maasbracht en Thorn: samenvoeging tot een nieuwe gemeente Maasgouw[4];
- de gemeenten Medemblik, Noorder-Koggenland en Wognum: samenvoeging tot een nieuwe gemeente Medemblik[5];
- de gemeenten  Liemeer, Nieuwkoop en Ter Aar: samenvoeging tot een nieuwe gemeente Nieuwkoop[6];
- de gemeenten Ambt Montfort en Roerdalen: samenvoeging tot een nieuwe gemeente Roerdalen[7];
- de gemeenten Roermond en Swalmen: samenvoeging tot een nieuwe gemeente Roermond[8].

In deze gemeenten zijn de reguliere gemeenteraadsverkiezingen van 7 maart 2006 niet gehouden.
Door deze herindelingen daalde het aantal gemeenten in Nederland van 458 naar 443.